# 姜新猷
姜新猷（1925年—），男，江苏丹阳人，中国儿科学家，曾任南京医学院教授、主任医师、博士生导师。